# За солнцем вслед
«За солнцем вслед» — шестой музыкальный и первый концептуальный альбом пейган-метал-группы Butterfly Temple, посвященный великому князю Святославу Игоревичу. Был записан и выпущен в 2006 году.

## Тема альбома
Концептуальная идея альбома «За солнцем вслед» принадлежит Валере Острикову.

В конце декабря 2006 года в интервью порталу Heavymusic.ru Абрей рассказал следующее: 
Да, наш новый альбом посвящён Великому Князю Святославу «Хороброму». Князь Святослав Игоревич — это последний князь дохристианской Руси, не отвергнувший исконную веру своих предков, великая историческая личность, гениальный Воин и стратег. Создавая наш новый альбом, мы не пытались пересказать биографию и основные моменты жизнедеятельности Святослава — это можно сделать, прочитав вполне доступную литературу, — мы сделали попытку проникнуть во внутренний мир этого человека, в эпоху, наполненную его энергией, в сердца людей, живших в той эпохе и шедших великими тропами бессмертия вслед за Солнцем и за своим солнечным князем. Альбом о величии Руси, о героях, о мужестве и чести, о победах и славе, о поражениях и смерти. Следуя за светом великой фигуры Святослава и беря пример с его ратных дел и славных подвигов — мы можем изменить положение дел в нашем нынешнем Отечестве, которое переживает дикое и страшное время. Об этом альбом.
При этом, «альбом не является хронологическим изложением фактов, это скорее поэтические и музыкальные зарисовки о внутреннем мире Святослава и его современниках».

## Работа над диском
В интервью, данном в самом начале 2007 года, Абрей на вопрос о позитивном заряде альбома ответил следующее: 
Лично мне кажется что «За солнцем вслед» получился даже более трагичным, нежели «Мара». «Тайные глади Нави», «Руси негасимый свет», «Богов светлых дары священные» — всё это очень грустные композиции. Мрачности, на мой взгляд, ничуть не убавилось, — другое дело, что её теперь не видно невооружённым взглядом, она постоянно соседствует с «позитивными» мелодиями, тесно переплетается с ними и на контрасте приобретает ещё более сильный эффект. Такова особенность аранжировки альбома. Не могу сказать, что это новый подход, просто таков материал. Так вышло.
По поводу участия Федора Ветрова в записи альбома Абрей сказал, что «участие Фёдора на альбоме планировалось очень давно, специально для его инструмента писались некоторые инструментальные композиции».
По поводу работы с Сергеем Терентьевым Абрей заметил, что «Была проделана колоссальная работа, Сергей полностью руководил процессом записи, направлял нас в нужное „звуковое“ русло. Специалист он очень вдумчивый, кропотливо работающий со звуком».
Изначально планировалось использовать женский вокал на альбоме, но после прослушивания нескольких кандидатур было решено, что это «несколько не то, что хотелось бы», в связи с чем поиски вокалистки были прекращены.
В связи с уходом прежних вокалистов группы, все партии вокала пришлось исполнять Абрею, о чём он впоследствии заявил: «Не могу сказать, что я пою каким-то правильным „гроулингом“ или „скримингом“, но одно я знаю точно: у меня своя манера „рыкоизвлечения“ и она работает. Мой стиль может кому-то не понравиться, но это уже дело вкуса».
Большую часть текстов на альбоме написал Абрей: «Мне всегда было интереснее исполнять вещи собственного сочинения, думаю, не надо объяснять почему. На альбоме „За солнцем вслед“ изначально подразумевался исключительно мой вокал, поэтому я сам написал вещи под себя, под свою манеру исполнения».

## Список композиций
Вся музыка написана Butterfly Temple.
| №                   | Название                                 | Текст песни         | Длительность |
| ------------------- | ---------------------------------------- | ------------------- | ------------ |
| 1.                  | «Искоростень (Инструментал)»             |                     | 1:40         |
| 2.                  | «Великие тропы бессмертия»               | Абрей               | 5:51         |
| 3.                  | «Веды весны»                             | Абрей               | 5:14         |
| 4.                  | «Мгновение свободы»                      | Алексей Морозов     | 5:18         |
| 5.                  | «Руси негасимый свет»                    | Абрей               | 7:02         |
| 6.                  | «Длань Хорса (Инструментал)»             |                     | 1:40         |
| 7.                  | «Вестники огня»                          | Абрей               | 4:24         |
| 8.                  | «Богов светлых дары священные»           | Абрей               | 5:09         |
| 9.                  | «Тайные глади Нави»                      | Абрей               | 8:27         |
| 10.                 | «За солнцем вслед»                       | Абрей               | 5:04         |
| 11.                 | «В чертоги Родовы (Инструментал)»        |                     | 5:28         |
| 12.                 | «A Child And a Shaman (digi-book bonus)» | Алексей Морозов     | 5:31         |
| Общая длительность: | Общая длительность:                      | Общая длительность: | 55:17        |

Кроме того, в альбом ещё должна была войти живая запись песни «Солнцестояние», но «из-за банальной нехватки времени» участники группы «не успели должным образом подготовить эту вещь для альбома».

## Состав
Участники группы
- Абрей — вокал, акустическая гитара, перкуссия
- Валера — соло-гитара, акустическая гитара
- Михаил — ритм-гитара
- Авен — клавишные
- Алексей — ударные
- Николай Коршунов — бас
- Сергей Терентьев — гитара

Приглашенные музыканты
- Фёдор Ветров — альт, скрипка, народные духовые
- Олег Мишин — флейта

Запись, мастеринг
- Альбом записан в студии South Cross, июнь — август 2006
- Звукорежиссёр Вячеслав Селин
- Запись клавишных — в студии MYM, июнь — август 2006
- Звукорежиссёр Ян Сурвилло
- Продюсер альбома Сергей Терентьев
- Сведение и мастеринг: Сергей Терентьев и Вячеслав Селин

Оформление
- Иллюстрации: Сергей Голышкин
- Дизайн: Иван Петрович